# 戦時歌謡
戦時歌謡（せんじかよう）とは、「軍歌」の枠組みを根底に幅広く捉えた、十五年戦争期に発表された流行歌の総称。使用者により意味が異なる曖昧で、統一した客観的な基準に乏しい便宜上の呼称である。
西條八十主宰、大島博光編集の総合文芸誌『蝋人形』昭和13年12月号（1938年）には、読者の投稿作品を詩、童謡、短歌などとともに、「戦時歌謡」のジャンルを設けて分類している。1941年（昭和16年）の同誌（12巻12号）には「戦時歌謡」として「来たぞ国民徴用令（郡山・谷玲之介・太田博）」「従軍畫家に與ふる歌（熊谷・瀧村春介）」が掲載されており、「戦時歌謡」という呼称が広く全国に浸透していることが窺われる。
戦後、1968年の明治百年を契機とする復古基調や懐メロブームの中で、テレビ番組やレコードなどで、「軍歌」「戦時歌謡」「軍国歌謡」などの総称で受容された。櫻本富雄によると、1970年代頃に、「愛国歌」「愛国流行歌」「軍歌流行歌」「軍国歌謡」などが、「戦時歌謡」という名称に定着した、という。